# Le Vernet-Chaméane
Le Vernet-Chaméane község Franciaország Auvergne-Rhône-Alpes régiójában, Puy-de-Dôme megyében. Új községként 2019. január 1-jén jött létre Vernet-la-Varenne és Chaméane község egyesítésével. A korábbi községek egyesülésekor az új község lélekszáma 915 fő lett. Lakosainak száma 780 fő (2022. január 1.).

## Népesség
| Lakosok száma | 808  | 808  | 813  | 792  | 786  | 780  |
|               | 2017 | 2018 | 2019 | 2020 | 2021 | 2022 |